# Йордан Йовков (нос)
Нос Йордан Йовков (на английски: Yovkov Point) е свободен от лед нисък морски нос от северозападната страна на входа в залива Крамолин на югозападния бряг на остров Гринуич, вдаващ се 150 м на юг в протока Макфарлън.
Разположен е на 3,6 km югоизточно от нунатак Керсеблепт, 2,2 km на юг-югозапад от хълм Лойд и 2,1 km на запад-северозапад от хълм Хебризелм. Оформен е в резултат от отдръпването на ледник Мургаш източно от носа в края на XX век.
Наименуван е на българския писател Йордан Йовков (1880 – 1937) и във връзка със селището Йовково в Североизточна България. Името е официално дадено на 15 декември 2006 г. Обнародвано е с указ на Президента на Република България от 31 май 2016 г.
Българско топографско проучване: Тангра 2004/05. Българско картографиране от 2009 и 2012 г.
Координатите му са: 62°30′30.3″ ю. ш. 59°54′11″ з. д. / 62.508417° ю. ш. 59.903056° з. д..

## Карти
- L.L. Ivanov et al, Antarctica: Livingston Island, South Shetland Islands (from English Strait to Morton Strait, with illustrations and ice-cover distribution), 1:100000 scale topographic map, Antarctic Place-names Commission of Bulgaria, Sofia, 2005
- Л. Иванов. Антарктика: Остров Ливингстън и острови Гринуич, Робърт, Сноу и Смит. Топографска карта в мащаб 1:120000. Троян: Фондация Манфред Вьорнер, 2009. ISBN 978-954-92032-4-0
- Л. Иванов. Карта на остров Ливингстън. В: Иванов, Л. и Н. Иванова. Антарктика: Природа, история, усвояване, географски имена и българско участие. София: Фондация Манфред Вьорнер, 2014. с. 18 – 19. ISBN 978-619-90008-1-6